# Giovanni Spinola
Giovanni Spinola, né le 31 juillet 1935 à Gravedona  en Lombardie et mort le 19 octobre 2020 dans la même ville, est un rameur italien. 

## Biographie
Giovanni Spinola participe aux Jeux olympiques d'été de 1964 et remporte la médaille d'argent en participant à l'épreuve du quatre barré avec ses coéquipiers Renato Bosatta, Giuseppe Galante, Franco De Pedrina et Emilio Trivini.

## Palmarès

### Jeux olympiques
- Jeux olympiques de 1964 à Tokyo,  Japon
  -  Médaille d'argent (quatre barré).

### Championnats d'Europe
- Championnats d'Europe d'aviron 1964 à Amsterdam,  Pays-Bas
  -  Médaille de bronze (quatre barré).